# Velika
Velika (srbsky Велика, maďarsky Velike) je vesnice a správní středisko stejnojmenné opčiny v Chorvatsku v Požežsko-slavonské župě. Nachází se na úpatí pohoří Papuk, asi 13 km severně od Požegy. V roce 2011 žilo ve Veliké 2 117 obyvatel, v celé opčině pak 5 607 obyvatel.
Součástí opčiny je celkem 23 trvale obydlených vesnic. Nachází se zde i zaniklá vesnice Klisa, která je stále považována za samostatné sídlo.
- Antunovac – 158 obyvatel
- Biškupci – 354 obyvatel
- Bratuljevci – 25 obyvatel
- Doljanci – 84 obyvatel
- Draga – 275 obyvatel
- Gornji Vrhovci – 10 obyvatel
- Kantrovci – 34 obyvatel
- Lučinci – 53 obyvatel
- Markovac – 1 obyvatel
- Milanovac – 45 obyvatel
- Milivojevci – 17 obyvatel
- Nježić – 1 obyvatel
- Oljasi – 63 obyvatel
- Ozdakovci – 5 obyvatel
- Poljanska – 96 obyvatel
- Potočani – 182 obyvatel
- Radovanci – 483 obyvatel
- Smoljanovci – 3 obyvatelé
- Stražeman – 231 obyvatel
- Toranj – 173 obyvatel
- Trenkovo – 799 obyvatel
- Trnovac – 398 obyvatel
- Velika – 2 117 obyvatel

Opčinou procházejí župní silnice Ž4100, Ž4101, Ž4102, Ž4113, Ž4114 a Ž4253. Protéká zde řeka Veličanka, která je levostranným přítokem řeky Orljavy.